# Baustellenlärm
Baustellenlärm (auch: Baulärm) ist Lärm, der an Baustellen im Zusammenhang mit der Beseitigung und Errichtung baulicher Anlagen wie z. B. Gebäuden, Straßen und Industrieanlagen entsteht.
Grundlage für Lärmimmissionen ist in Deutschland das Bundes-Immissionsschutzgesetz. Dieses enthält Regeln für genehmigungsbedürftige und nicht genehmigungsbedürftige Anlagen, § 5 und § 22 BImSchG. Lärm von Baustellen fällt nicht in den Anwendungsbereich der TA Lärm, sondern der AVV Baulärm, wie § 66 Abs. 2 BImSchG ausdrücklich vorgibt. Diese sind so zu betreiben, dass
- schädliche Umwelteinwirkungen verhindert werden, die nach dem Stand der Technik verhinderbar sind
- nach dem Stand der Technik unvermeidbare schädliche Umwelteinwirkungen sind auf ein Mindestmaß zu beschränken.

Wann eine „schädliche Umwelteinwirkung“ vorliegt, ergibt sich aus § 3 BImSchG. Dies sind
„Immissionen, die nach Art, Ausmaß oder Dauer geeignet sind, Gefahren, erhebliche Nachteile oder erhebliche Belästigungen für die Allgemeinheit oder die Nachbarschaft herbeizuführen.“
Die Erheblichkeit der Immission wird grundsätzlich vermutet, wenn die Richtwerte aus der AVV Baulärm – Allgemeine Verwaltungsvorschrift zum Schutz gegen Baulärm (Geräuschimmissionen – AVV Baulärm) vom 19. August 1970, Beilage zum Bundesanzeiger Nr. 160 vom 1. September 1970 – überschritten werden. Die Richtwerte sind nach Baugebieten sortiert, ähnlich der TA Lärm. In allgemeinen Wohngebieten ist der Richtwert z. B. tagsüber 55 Dezibel (A). Die AVV Baulärm enthält auch Vorgaben zum Messverfahren und zeigt Lärmreduzierungsmaßnahmen auf (wie Schallschutzeinhausungen).
Ansprüche gegen erhebliche Immissionen, auch Lärm, ergeben sich aus den zivilrechtlichen Vorschriften der §§ 906, 1004 BGB für Eigentümer und § 862 BGB für Besitzer (z. B. Mieter).
Wenn der (Bau-)Lärm nicht zulässig oder vermeidbar war, erheblich belästigt oder die Gesundheit schädigen kann, liegt eventuell eine Ordnungswidrigkeit vor, § 117 OWiG.
Wenn der Lärm geeignet ist, die Gesundheit zu gefährden, kann auch ein Umweltstraftat vorliegen, § 325 a StGB.
Besonders lärmintensiv sind z. B.:
- Presslufthammer
- Innenrüttler, Rüttelplatten, Vibrationsstampfer
- dieselmotorgetriebene Betonmischer
- Sägen und Bohrer, Trennschleifer
- Abbruchgeräte